# أوليمبياكوس فولو
نادي أوليمبياكوس فولو لكرة القدم (باليونانية: Ποδοσφαιρικός Σύλλογος Ολυμπιακός Βόλου)‏ هو نادي كرة قدم يوناني من مدينة فولوس، تأسس سنة 1937.